# Portální hypertenze

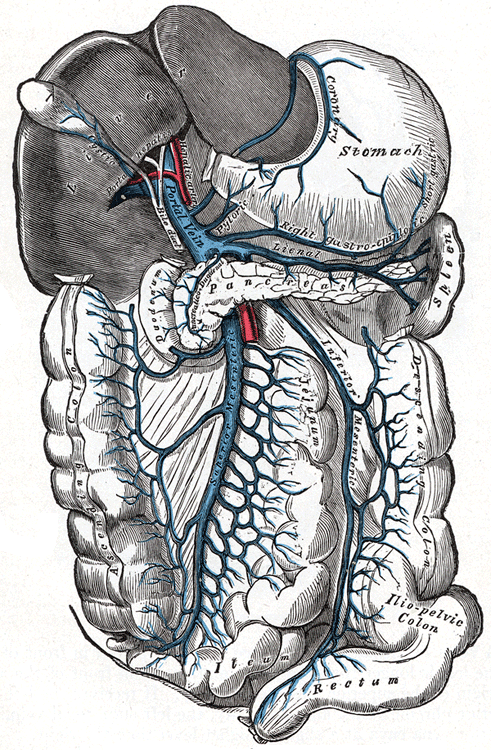
Přítoky vrátnicové žíly

Portální hypertenze je zvýšený tlak krve v povodí vrátnicové žíly (lat. vena portae). Vrátnicová žíla odvádí krev z orgánů dutiny břišní, konkrétně z dolní části jícnu, ze žaludku, střev, sleziny, slinivky břišní a žlučníku, do jater. Z různých důvodů může dojít k omezení průtoku a krev pak namísto vrátnicovou žílou odtéká drobnými spojkami do systémového oběhu, rozvíjí se tzv. kolaterální oběh.

## Příčiny dle místa blokády
Průtok vrátnicovou žilou může být omezen ještě před vstupem žíly do jater (prehepatální portální hypertenze), uvnitř jater (intrahepatální portální hypertenze), nebo při odtoku krve z jater (posthepatální portální hypertenze).
Nejčastější příčinou intrahepatální portální hypertenze je jaterní cirhóza.

## Komplikace

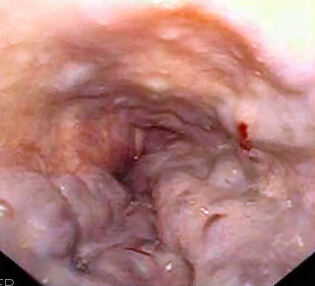
Jícnové varixy při endoskopickém vyšetření

Nejzávažnějším důsledkem portální hypertenze je rozvoj kolaterálního řečiště (tzv. portokaválních anastomóz). Krev odtéká drobnými spojkami do povodí dolní duté žíly, místo do žíly vrátnicové. Tyto žilní spojky se rozšiřují a vznikají varixy, a to zejména v oblasti jícnu a žaludku. Na břišní stěně je patrné rozšíření žil - u dětí v oblasti pupku (tzv. caput medusae), u dospělých zejména po stranách břicha. V oblasti konečníku se vytváří křečové žíly (anorektální varixy), nikoliv však hemoroidy.
Krev z trávicí soustavy obchází játra, tudíž před vstupem do systémového oběhu není detoxikována. Důsledkem je například poškození mozkové tkáně, vznik tzv. encefalopatie.
Portální hypertenze také podmiňuje vznik ascitu a způsobuje zvětšení sleziny.
Největší riziko představuje krvácení z jícnových varixů, ke kterému může dojít při poškození stěny přeplněných žilních spojek. K zástavě krvácení může dojít spontánně, v ostatních případech se provádí endoskopická sklerotizace nebo ligace varixů.